# Futhi Mhlongo
Futhi Mhlongo (* im 20. Jahrhundert; eigentlich Ntombifuthi Pamella Mhlongo) ist eine südafrikanische Sängerin und Schauspielerin.

## Leben und Karriere
Futhi Mhlongo wurde in ihrer Heimatstadt Johannesburg an der „Committed Artist Academy“ ausgebildet und spielte dort in zahlreichen bekannten Produktionen wie Sheila’s Day und Sarafina mit. Außerdem tourte sie mit dem südafrikanischen Musiker Ringo Madlingozi durch Südafrika und Europa. Sie hatte einen gemeinsamen Auftritt mit dem Senegalesen Youssou N’Dour beim Pan-African Festival. Weitere Stationen ihrer Karriere waren Riverdance am Broadway und die Deutschlandtour von Afrika! Afrika! In Kanada war sie bei Disneys The Lion King als Zweitbesetzung der Rafiki zu sehen und auf der gleichnamigen US-Tour übernahm sie die Hauptrolle von ihr.
Seit 2010 ist sie erneut als Rafiki im Musical Der König der Löwen im Theater im Hafen Hamburg zu sehen.
Futhi Mhlongo lebt abwechselnd in Johannesburg und Hamburg. Ihr Manager heißt Stefan Huber.